# أنورين بيفان
أنورين بيفان (15 نوفمبر من عام 1897- 6 يوليو 1960). كان سياسيًا في حزب العمال الويلزي، اشتهر بتوليه منصب وزير الصحة في حكومة كليمان أتلي التي تولى فيها إنشاء هيئة الخدمات الصحية الوطنية البريطانية. عرف أيضًا بمساهمته في تأسيس دولة الرفاهية البريطانية. انتخب لأول مرة عضوًا ممثلًا عن إيبو فال في البرلمان البريطاني في عام 1929، واستخدم برنامجه البرلماني لإصدار عدد من الانتقادات اللاذعة على ونستون تشرشل وحكومته خلال الحرب العالمية الثانية. اهتم بيفان في سياسات نقابات عمال المناجم قبل دخوله البرلمان. وكان أحد الشخصيات البارزة في الإضراب العام لعام 1926. عرف بيفان على أنه أحد السياسيين اليساريين الأكثر نفوذًا في التاريخ البريطاني.
نشأ بيفان في مونماوث شاير، تنتمي عائلته الويليزية إلى الطبقة العاملة، كان والده عاملًا في إحدى مناجم فحم، ترك المدرسة في سن 14 عامًا. عمل بيفان كعامل في منجم للفحم لأول مرة خلال فترة مراهقته، بدأ حينها اهتمامه انشغاله في سياسات نقابات عمال المناجم المحلية. انتخب رئيسًا لمكتب عمال المناجم عندما كان يبلغ من العمر 19 عامًا، عرف عنه كثرة انتقاده للإدارة. انضم إلى حزب العمل والتحق بكلية العمل المركزية في لندن. عاد بعدها إلى جنوب ويلز، وكافح من أجل العثور على عمل، استمر عاطلًا عن العمل لما يقرب من ثلاث سنوات. حصل بعدها على وظيفة كمسؤول نقابي، واكتسب سمعةً جعلته إحدى الشخصيات البارزة التي شاركت في الإضراب العام لعام. 1926 فاز بيفان بمقعد في مجلس مقاطعة مونماوث شاير في عام 1928. وانتُخب عضوًا نائبًا عن إيبي فال في البرلمان البريطاني العام التالي. استغل بيفان مكانه ووجه انتقادات صريحة للعديد من السياسيين الآخرين من جميع الأحزاب، ولا سيما ونستون تشرشل، وديفيد لويد جورج بعد الحرب، انتخب بيفان وزيرًا للصحة في حكومة حزب العمال الجديدة برئاسة كليمنت أتلي، ليصبح أصغر عضو في مجلس الوزراء بعمر يبلغ ال 47 عامًا. مثلت جمعية تريدغارد للمساعدات الطبية في مسقط رأسه في جنوب ويلز مصدر إلهام لبيفان، قاد الحملة الخدمية الصحية الوطنية والتي تقدم رعاية طبية مجانية عند الحاجة في جميع أنحاء المملكة المتحدة بغض النظر عن الحالة المادية للأفراد. صدر قانون الخدمة الصحية الوطنية في عام 1948، على الرغم من مقاومة أحزاب المعارضة والجمعية الطبية البريطانية، ما أدى إلى تأميم أكثر من 2500 مستشفى داخل المملكة المتحدة.
شغل بيفان منصب وزير العمل في عام 1951، استمر في منصبه لمدة شهرين ثم استقال عندما اقترحت حكومة أتلي إضافة رسوم للوصفات الطبية السنية والبصرية، وقررت تحويل الأموال من صندوق التأمين الوطني وتخصيصها لدفع تكاليف إعادة التسلح. تضاءل تأثير بيفان بعد رحيله، تشكلت مجموعة يسارية) ليست تحت سيطرته (داخل الحزب، وعرفت باسم البيفانيين. أطيح أتلي من السلطة في انتخابات مبكرة أجريت بعد ستة أشهر من استقالة بيفان، لكنه استمر في منصب زعيم حزب العمال.  تقاعد أتلي من القيادة في عام 1955، تنازع بيفان مع هيو جايتسكيل على قيادة الحزب، لكنه أصبح وزيرًا للمستعمرات البريطانية ولاحقًا وزيرًا للخارجية. انتخب نائبا لرئيس حزب العمل في عام 1959، وتولى المنصب لمدة عام ثم توفي بسرطان المعدة عن عمر يناهز 62 عاما. أدت وفاة بيفان في عام 1960 إلى اندلاع حداد وطني. أعيد اسم بيفان إلى الذكر في عام 2004 وبعد أكثر من 44 عامًا من وفاته، وذكر لأول مرة في قائمة تتضمن 100 من أبطال ويلز بعد أن نُسب إليه الفضل في مساهمته في تأسيس دولة الرفاهية في المملكة المتحدة.

## نشأته
وُلد أنورين بيفان في 15 نوفمبر 1897 في شارع تشارلز 32 في تريديغار، مونماوث شاير. اعتمد ما يقدر بنحو 90 في المائة من سكان المدينة على المناجم المحلية وعملوا بها طيلة حياتهم. تقع المدينة في وديان جنوب ويلز على الحافة الشمالية لحقل الفحم بجنوب ويلز. عمل والده ديفيد بيفان في منجم للفحم فيما عملت والدته فيبي في مجال الخياطة. وُلد ديفيد بيفان في تريديغار، يعود أصل عائلته إلى كارمرثن شاير، اتبع والده الذي عمل أيضًا في المناجم، بدأ عمله في الساعة 5:30 صباحًا كل يوم ليعود إلى المنزل في وقت متأخر من المساء. عرف عنه مهارته في البناء.
كان والدا بيفان من البروتستانت: كان والده معمدانيًا وأمه ميثودية. أيد بيفان الحزب الليبرالي في شبابه، لكنه تحول إلى الاشتراكية متاثرًا بكتابات روبرت بلاتشفورد في صحيفة ذا كلاريون. انضم إلى حزب العمل المستقل، بدأ حينها رفضه لتربية الكنيسة وأصبح ملحدًا. انضم إلى جمعية سيمرودوريون المرموقة وكتب قصائده الخاصة، وفازت إحداها في مهرجان إستيدفود في ويلز. ولدت والدة أنورين في تريديغار، ولكن امتلكت جذورًا إنجليزية، كان جدها من هريفورد.
كان للزوجين عشرة أطفال إجمالًا، ستة أولاد وأربع فتيات، توفي أربعة منهم في سن الطفولة وتوفي طفل في سن الثامنة. التحق أنورين بيفان بمدرسة سيرهوي الابتدائية، لم يحقق فيها نتائج مرضية، عانى من التأتأة الشديدة في طفولته. توفي والده بسبب التهاب الرئة (حالة رئوية ناجمة عن استنشاق غبار الفحم لمدة طويلة (ولكن لم يدفع له أي تعويض، ولم يصنف مرضه من الأمراض المهنية بموجب قانون تعويض العمال.

## الحياة العملية كعامل منجم
عمل بيفان مساعد جزار في إحدى المتاجر المحلية في الأشهر الأخيرة من دراسته حين كان عمره 13 عامًا. انتقل بعد عدة أشهر للعمل في منجم تاي تريست المحلي. بلغ دخله الأسبوعي حوالي عشرة شلنات، صرف معظمها في مساعدة والديه على إعالة الأسرة.. بدأ في حضور اجتماعات نصف شهرية لرابطة العوام المحلية ودرس الماركسية من بين أمور أخرى. انضم بيفان أيضًا إلى فرع تريدغار لاتحاد عمال المناجم في جنوب ويلز وأصبح ناشطًا نقابيًا، كان رئيسًا لمكتب عمال المناجم المحلي في سن 19 عامًا. استدعي للخدمة العسكرية خلال الحرب العالمية الأولى، واعتقل لفترة وجيزة عندما أحرقت أخته بلودوين أوراق التجنيد الخاصة به. مثل بيفان في المحكمة وأعفي عندما قدم تأكيدًا بأنه يعاني من الرأرأة.
شهد عام 1919 تأسيس حزب العمال في تريدغار، واختير بيفان واحدًا من أربعة مندوبين عن حزب العمال لخوض انتخابات القطاع الغربي في مقاطعة تريدغار الحضرية. لم يفز بيفان بالانتخابات إلا أنه جذب انتباه أقرانه وحصل على منحة دراسية لكلية العمل المركزية في لندن، برعاية اتحاد عمال المناجم في جنوب ويلز. قضى عامين في دراسة الاقتصاد، والسياسة، والتاريخ. قرأ الماركسية في الكلية وكان من أتباع نوح أبليت لفترة وجيزة، طور وجهة نظره السياسية اليسارية. قضى وقته بتلاوة مؤلفات ويليام موريس بمساعدة مدرس الخطابة، وبدأ تدريجيًا في التغلب على التأتأة التي كان يعاني منها منذ الطفولة. بقي بيفان في الكلية حتى عام 1921، راود الكلية في الوقت نفسه عدد من معاصريه من جنوب ويلز، بما في ذلك جيم غريفيث. تساءل بعض المؤرخين عن مدى تأثير الكلية على تطوره السياسي. لم يعرف عنه كثرة اجتهاده، ووجد صعوبة في اتباع روتين منتظم، بما في ذلك الاستيقاظ مبكرًا لتناول الإفطار. شارك بيفان في تأسيس نادي الاستعلام مع شقيقه بيلي ووالتر كونواي. كان كونواي عامل منجم محلي ساعد بيفان على التخلص من التأتأة. بدأ نادي الاستعلام في عام 1920 أو 1921 في مقره في تريدغار. جمعوا الأموال أسبوعيًا لأي عضو يحتاجها. سعى النادي إلى كسر السيطرة التي كانت تملكها شركة تريدغار للفحم والحديد على المدينة. رف.ضت شركة تريدغار إعادة توظيف بيفان في عام 1921، استمر بيفان عاطلًا عن العمل لمدة عام، عاشت عائلته على دخل أخته وراتب والده المرضي. توفي والده بسبب التهاب الرئة في فبراير عام 1925. تولى عملًا كسؤول نقابي في عام 1926، قاد عمال المناجم المحليين ضد شركات المناجم خلال الإضراب العام في 3 مايو1926.